# 灣雅村
灣雅村，是臺灣彰化縣花壇鄉所轄的18個村之一，位在花壇鄉東南部。面積平方公里、1078人。該村分為東、西兩部分，西半部屬彰化平原帶，北鄰橋頭村、灣東村，東南接三春村，西南鄰中庄村；東半部屬八卦臺地西側麓山帶，北鄰灣東村，南鄰永春村、長春村，東接芬園鄉楓坑村。

## 村名由來
以地名「灣子口」雅化而來。

## 歷史沿革
灣雅村於清代時隸屬燕霧上堡橋仔頭庄；明治35年（1902年）時，改彰化廳燕霧上堡白沙坑庄；明治42年（1909年）改彰化支廳橋子頭區橋子頭庄；至大正9年（1920年）則隨行政區調整，隸屬彰化郡花壇庄橋子頭大字。
二次大戰結束後，國民政府接收臺灣，以原先橋子頭大字灣子口小字範圍分設為灣雅村和灣東村。